# Lineopalpa albimaculata
Lineopalpa albimaculata är en fjärilsart som beskrevs av Louis Beethoven Prout 1922. Lineopalpa albimaculata ingår i släktet Lineopalpa och familjen nattflyn. Inga underarter finns listade i Catalogue of Life.